# Joan Antoni Lozano Oriola
Joan Antoni Lozano Oriola, conegut com a Xano (Manresa, Bages, 1958 - Manresa, Bages, 12 d'octubre de 2019) un jugador de futbol sala i basquetbol, i un periodista esportiu català.

## Trajectòria
Des de la dècada dels anys vuitanta fins al 2014 va ser la veu dels partits del Bàsquet Manresa en les diferents competicions de l'equip del Congost, al qual va acompanyar pels seus partits per Espanya i per Europa. Fou un destacat jugador de futbol sala i també de basquetbol. En futbol sala, competí amb equips com el 'Catalana Occident', el 'GyC' o l''Escodines', i en basquetbol, amb el 'CB Manresa', al 'CB Navàs' o el 'CB Berga'. S'inicià en el món del periodisme durant la dècada dels anys setanta, a La Gazeta de Manresa, diari del qual el seu pare n'era el director. Posteriorment, va passar a Ràdio Manresa i també fou corresponsal de premsa de tots els diaris esportius de Barcelona i Madrid. Va dirigir i presentar espais televisius al Canal Taronja. Lozano va presentar durant força edicions de la 'Nit de l'Esportista', organitzada per l'Associació Esportiva La Salle Manresa, de la qual va ser jurat qualificador fins aquest 2019. Va morir el 2019 després de lluitar durant temps contra un càncer de pulmó.

## Reconeixements
El 2019 fou distingit a títol pòstum amb el guardó en la categoria de ràdio dels 'Premis de la Fundació del Bàsquet Català de Periodisme Esportiu', lliurats al Museu i Centre d'Estudis de l'Esport Doctor Melcior Colet, a Barcelona.